# Горбатый-Шуйский, Иван Борисович
Князь Иван Борисович Горбатый-Шуйский — воевода и наместник во времена правления  Ивана III Васильевича и Василия III Ивановича.
Из княжеского рода Горбатые-Шуйские. Младший сын воеводы и князя Бориса Ивановича Горбатого-Шуйского. Имел бездетных братьев, князей: Андрея по прозванию "Сучек" (Сучок), Василия, Фёдора по прозванию "Кузнец" погибшего в 1552 году при взятии Казани и Даниила Борисовичей.

## Биография
В 1502 году второй воевода войск в походе на Лифляндию.
В 1520 году воевода в Можайске.
В 1521 году упомянут наместником в Дорогобуже.
По родословной росписи показан бездетным.
Был женат на княгине Марии Петровне урождённой Ряполовской, дочери боярина и князя Петра Семёновича Ряполовского-Лобана. Супруга 25 января 1551 года в духовной грамоте завещала похоронить её в Николо-Шартомском монастыре, рядом с мужем. Еще до этого, в данный монастырь, были направлены вклады "по душам" супруга "конь ворон" и 10 рублей, а также в поминание его брата, князя Андрея Борисовича и его родителей  — Бориса Ивановича и Настасьи Фёдоровны даны "улус Шилехшу" с 36 деревнями и починками в Юрьевецком уезде.

## Критика
П.Н. Петров в "Истории родов русского дворянства" показывает у отца, князя Бориса Ивановича, двух сыновей: Иван Большой и Иван Меньшой. В ниже указанных источниках, Бархатной книге и поколенной росписи поданной в 1682 году в Палату родословных дел указаны пять бездетных сыновей и только один младший сын с именем — князь Иван Борисович, о ком статья.